# 馬爾塞利諾馬里杜埃尼亞上校縣
2°12′0″S 79°25′12″W / 2.20000°S 79.42000°W
馬爾塞利諾馬里杜埃尼亞上校縣（西班牙語：Marcelino Maridueña），是厄瓜多爾的縣份，位於該國中部，由瓜亞斯省負責管轄，始建於1992年1月7日，面積255平方公里，2001年人口11,054，人口密度每平方公里43.35人。